# Tristan Wilds
Tristan Wilds, noto anche con lo pseudonimo di Mack Wilds (Staten Island, 15 luglio 1989), è un attore e cantante statunitense, noto per il ruolo di Dixon Wilson nella serie televisiva 90210, spinoff del celebre serial Beverly Hills 90210.

## Biografia
Wilds ha frequentato la scuola Michael J. Petrides di Staten Island, New York. Suo padre è afro-americano, mentre sua madre è dominicana, di origini irlandesi.

### Carriera di attore
Comincia a recitare all'età di sette anni, ed il suo primo ruolo importante è nel 2005 nel film Miracle's Boys, a cui segue The Wire. Nel 2008 viene ingaggiato nel ruolo di Dixon Wilson, uno dei protagonisti del serial 90210.
Wilds è anche apparso nel video musicale Roc Boys di Jay-Z, in Ghetto Mindstate di Lil Flip e in Teenage Love Affair di Alicia Keys. Ha inoltre prestato la propria immagine in una campagna promozionale, insieme a Jessica Alba e Hayden Panettiere. Al cinema ha lavorato, fra le altre, nelle pellicole Half Nelson ed in La vita segreta delle api, adattamento del romanzo di Sue Monk Kidd. Nel 2015 appare nel video della canzone Hello della cantante Adele.

### Musica
Nel settembre 2013 ha pubblicato l'album discografico New York: A Love Story. Il genere di riferimento del disco è l'R'n'B. L'album è stato pubblicato a nome Mack Wilds.

## Filmografia

### Cinema
- Half Nelson, regia di Ryan Fleck (2006)
- La vita segreta delle api (The Secret Life of Bees), regia di Gina Prince-Bythewood (2008)
- Red Tails, regia di Anthony Hemingway (2012)
- Prossima fermata Fruitvale Station (Fruitvale Station), regia di Ryan Coogler (2013)

### Televisione
- Miracle's Boys – mini-serie TV (2005)
- Cold Case - Delitti irrisolti (Cold Case) – serie TV, episodio 4x14 (2007)
- Law & Order - I due volti della giustizia (Law & Order) – serie TV, episodio 18x05 (2008)
- The Wire – serie TV, 23 episodi (2006-2008)
- 90210 – serie TV, 68 episodi (2008-2011)
- Swagger - serie TV (2021-)

### Videoclip
- Hello - Adele (2015)

## Discografia
Album
- New York: A Love Story (2013)

## Doppiatori italiani
- George Castiglia in The Wire
- Paolo Vivio in  Cold Case - Delitti irrisolti
- Alessio De Filippis in 90210
- Flavio Aquilone in La vita segreta delle api
- Riccardo Burbi in Swagger